# Grupo 6 (FIA)
Grupo 6 é uma designação atribuída pela Federação Internacional do Automóvel (FIA) no seu International Sporting Code (ISC), que denota os automóveis de turismo especiais não necessariamente produzidos em série.
O Grupo 6 foi substituído pelo Grupo C em 1982.[carece de fontes?]

## Ligações Externas
- FIA - ISC - 2014 (em inglês)